# Piotr Ugrumov
Piotr Ugrumov (en letton : Pēteris Ugrjumovs, en russe : Пётр Угрюмов) est un ancien coureur cycliste soviétique puis letton, né le 21 janvier 1961 à Riga.
Coureur cycliste soviétique jusqu'à la disparition de l'URSS, il fait partie de l'équipe nationale de l'Union soviétique avec laquelle il construit un palmarès important chez les amateurs. Il devient professionnel en 1989 et le reste jusqu'en 1999. Au cours de cette période, il remporte onze victoires et monte sur le podium du Tour de France en 1994.

## Biographie
Ugrumov naît à Riga en 1961 en RSS de Lettonie d’un père Russe et d’une mère Lituanienne. À partir de 1989, il s’installe en Europe de l'Ouest pour sa carrière et vit notamment en Italie puis en Espagne. Il s’installe définitivement à Rimini en 1999, à la fin de sa carrière. En 1991 avec la dislocation définitive de l'URSS, Ugrumov récupère la nationalité russe, en conservant son passeport soviétique. En 2005, il obtient finalement la nationalité lettonne et renonce à sa nationalité russe.

## Carrière

### 1981-1983: début de carrière en amateurs

#### 1981: champion d’URSS de contre-la-montre
En milieu de saison, Ugrumov termine à la deuxième place du Tour de Yougoslavie et remporte une étape de cette course. Il gagne également le contre-la-montre par équipe du Tour de la Vallée d'Aoste avec l’équipe nationale soviétique. Il devient également champion d’URSS de contre-la-montre.

#### 1982: premier Tour de l’Avenir
Ugrumov monte sur le podium de deux étapes lors de la Coors Classic. Il termine 3e de la course en ligne du championnat d’URSS, puis prend le départ de son premier Tour de l'Avenir. Il termine troisième du contre-la-montre par équipes et sixième du chrono individuel. Ces deux bonnes performances lui permettent de finir dans le top 10 au classement général.

#### 1983: victoire sur le Tour de Bretagne
En début de saison, il se classe 7e du Tour de l'URSS et termine deux fois deuxième sur des étapes du Tour de Cuba. Il participe ensuite au Tour du Pays de la Loire où il finit 19e du classement général final. En mai, il remporte une étape du Ruban Granitier Breton et termine 7e de la Course de la Paix.

### 1984-1988: victoires sur des courses majeures

#### 1984: révélation sur le Tour d’Italie espoirs
Ugrumov commence sa saison en Union soviétique, où il remporte le classement général du Tour de Sotchi et celui du Tour d’URSS. En mai, il s’impose sur le prologue de la Course de la Paix pour finir 4e du classement final. Le mois suivant, il se révèle en remportant la 9e étape du Tour d'Italie espoirs, puis en s’adjugeant le classement général final. Il participe ensuite au Tour de Slovaquie et se classe 2e de l’étape 8.

#### 1985: saison blanche marquée par des places d’honneur
Ugrumov participe une nouvelle fois au Tour de Cuba et signe une quatrième place au classement général final. En avril, il termine également quatrième de la Semaine cycliste lombarde tandis que son coéquipier Youri Kachirine remporte la course. Le mois suivant, il s’adjuge une sixième place sur la Course de la Paix grâce à ses capacités sur les épreuves chronométrées. En effet, Ugrumov monte sur le podium dès le prologue inaugural avec une troisième position, à quelques secondes de Lech Piasecki. Sur la 3e étape, sa sélection remporte le contre-la-montre par équipes et, lors de la 11e étape, un contre-la-montre de 35 km, il termine 7e. En juin, il ne parvient pas à faire le coup double sur le Tour d’Italie espoirs, terminant 12e de la course. Son leader Sergei Uslamin remporte néanmoins la compétition. En août sur le Tour de l'Avenir, il termine 3e d’une étape à l’occasion d’un contre-la-montre par équipes.

#### 1986: vainqueur du GP de Torres Vedras
En avril, Ugrumov termine 2e du Tour de Sotchi, puis participe au Tour de Grande-Bretagne le mois suivant. Sur cette course, il s’adjuge le classement de la montagne et une quatrième place au classement final. Il enchaîne avec ses championnats nationaux et devient à cette occasion champion sur route et vice-champion de la montagne. À la fin du mois, il prend le départ du Grand Prix de Torres Vedras et, après avoir pris les rênes du classement général à l’issue du prologue, il parvient à maintenir son avance et reporter la course. En août, il signe une deuxième place sur le prologue de la Coors Classic, puis une nouvelle deuxième place lors de la 12e étape. Finalement, il accroche un top 10 au classement final.

#### 1987: vainqueur du Circuit de la Sarthe,3edu Tour de la CE
En début de saison, Ugrumov signe un top 10 sur le Tour de l'URSS, puis remporte le Tour de Sotchi. Seulement quelques jours plus tard, il est en France pour le Tour du Vaucluse qu’il termine sixième. Puis pour le Circuit de la Sarthe qu’il remporte ainsi qu’une étape. Sur la Course de la paix, il passe à côté du classement général, tout en signant une troisième place sur le prologue inaugural. En juillet, son équipe signe un triplet au général sur le Tour de Slovaquie ; Ugrumov est deuxième de la course. En septembre, il prend le départ du Tour de la Communauté européenne et réalise plusieurs place d’honneur. Dès la 2e étape, il termine deuxième, et sur la 4e étape, il se classe quatrième. Enfin, il signe une troisième place sur le chrono de l’étape 8 qui lui permet de terminer sur la dernière marche du podium du classement général final.

#### 1988: dernière saison amateur
Ugrumov collectionne les podiums durant la saison 1988, sans pour autant parvenir à s’imposer. Après une 2e place sur le Tour de Sotchi, Ugrumov termine 3e de la Course de la Paix et du Tour d'Italie espoirs. Il devient par la suite vice-champion d’URSS de contre-la-montre, et champion du Criterium. Ugrumov signe toutefois deux victoires sur le Tour de Hesse, lors des 3e et 5e étapes

### 1989-1990: Alfa-Lum

#### 1989: passage en catégorie professionnelle avec une équipe saint-marinaise
En 1989, Ugrumov parvient à passer professionnels avec l’équipe Alfa Lum, une formation saint-marinaise regroupant une quinzaine de cyclistes du bloc de l'Est,,. Le Soviétique commence sa saison sur la Semaine internationale Coppi et Bartali, qu’il termine à la 16e position. Il obtient sa première victoire sur le Cronoscalata della Futa (it), une semi-classique chronométrée de l’ascension du col de la Futa. Il enchaîne avec le Tour de Campanie (19e) et Tirreno-Adriatico (15e). Sur la course des deux mers, il se classe 3e de l’étape 4 remportée par Erich Mächler. En mars, il particpe à son premier grand tour, le Tour d'Espagne. Le mois suivant, il prend le départ du Tour d'Italie. Il reste durant plusieurs étapes 4e du classement général, grâce à plusieurs top 5 ; mais il craque durant la dernière semaine et termine avec une encourageante 16e place au classement final, ainsi qu’une deuxième place au maillot blanc, derrière son coéquipier Vladimir Poulnikov. En août, il finit 39e du Tour de Belgique, puis 4e de la Coppa Bernocchi. Le mois suivant, il remporte le Cronostaffeta, et signe une 7e place sur la Coppa Sabatini.

#### 1990: premier Tour de France, top 10 sur le Tour d’Italie
Ugrumov commence sa saison en Italie avec une deuxième place au classement général du Tour du Trentin. Sur le Tour d'Italie, il est battu de peu sur la 7e étape mais parvient à intégrer le top 10 au général. Ugrumov maintient son niveau et termine finalement 8e du Giro. Quelques jours après ce résultat, il termine deuxième de la première étape de la Bicyclette basque, mais sans terminer la course par étapes car il préfère partir en Italie, où il signe une cinquième place sur le Tour des Apennins. Il prend ensuite le départ du Tour de France. Fatigué de son Giro conclut il y a moins d’un moins, Ugrumov termine dernier du prologue, et réalise un premier Tour difficile, se classant 45e du classement général final. Au mois d’août, il obtient plusieurs places d’honneurs sur des semi-classiques italiennes, notamment sur le Tour d'Ombrie (7e), la Coppa Agostoni (5e), la Coppa Bernocchi (également 5e) et Florence-Pistoia (4e).

### 1991-1992: Seur

#### 1991: saison focalisée sur les courses espagnoles
En 1991, Ugrumov intègre l’équipe émergente espagnole Seur. Il commence sa saison en France où il participe au Grand Prix La Marseillaise puis à l’Étoile de Bessèges. Il termine ces deux courses en dehors du top 50. Il enchaîne avec des victoires sur le Tour des Asturies et sur le Trophée Luis Ocaña. Il signe également plusieurs belles places comme des podiums finals sur le Tour du Pays basque, le Tour de Galice et sur la Semaine catalane. Il participe ensuite au Tour d'Espagne qu’il finit à la 8e position. En août, il termine 8e de la classique de Saint-Sébastien puis 13e de la course en ligne des championnats du monde sur route. En fin de saison, il se classe 5e du Tour de Catalogne et 8e de l’Escalade de Montjuïc.

#### 1992: saison blanche décevante
Après avoir terminé 19e du Criterium international, Ugrumov se classe 2e du Tour d'Aragon. Il s’élance quelques jours plus tard sur le Tour d'Espagne mais ne parvient à finir qu’à deux reprises dans le top 10 d’une étape, le plaçant 19e du classement final. La semaine après ce grand tour, il enchaîne avec le Tour d'Italie où il ne peut espérer mieux qu’une 20e place à l’arrivée à Milan. Il signe néanmoins une deuxième place sur la Semaine catalane le mois suivant, puis une septième place sur la course en ligne des championnats du monde sur route.

### 1993-1995: Mecair-Ballan
En fin d’année 1992, l’équipe Seur disparaît du peloton. Ainsi, Ugrumov intègre une nouvelle formation, l’équipe Mecair-Ballan,.

#### 1993: Exploit sur le Tour d’Italie
Ugrumov commence sa saison 1993 sur le Critérium international qu’il boucle avec une timide 48e place au classement général. Le mois suivant, il remporte sa première victoire de l’année sur le Tour du Frioul, en solitaire. Seulement quelques jours plus tard, il faillit de peu à remporter un deuxième succès sur le GP de l'industrie et de l'artisanat de Larciano, en signant une deuxième place derrière l’Italien Marco Saligari. Après ces belles performances, il participe au Tour de Romandie qu’il termine à une 5e place au classement général. Ensuite, il prend le départ du Tour d'Italie. 13e du contre-la-montre lors de la première étape, il remporte deux jours plus tard à Scanno son premier succès sur un grand tour. Dans le même temps, il se replace à la deuxième position du général, juste derrière son équipier Moreno Argentin,. Sur la 10e étape, il est contraint de céder sa deuxième place à Miguel Indurain malgré une sixième place sur le chrono du jour, où il concède tout de même plus d’une minute sur l’Espagnol. Ugrumov perd encore plusieurs précieuses secondes lors des trois prochains jour et momentanément est évincé du top 5. À partir de la 14e étape, il réalise de belles journées, lui permettant de regagner sa place de deuxième du général. Le Letton parvient même à grappiller du temps sur Indurain et, à la veille du contre-la-montre de la 19e étape, seulement 49 s les séparent. Malheureusement pour Ugrumov, Indurain est trop puissant sur l’épreuve chronométrée et double son avance sur son dauphin. Le lendemain, Ugrumov parvient à fausser compagnie au maillot rose et lui reprend reprend une trentaine de secondes. À l’arrivée à Milan, il termine deuxième à 58 s du vainqueur,,,. Arrivée en Espagne quelques jours après ce résultat, Ugrumov remporte la Bicyclette basque. Enfin, il conclut sa saison en octobre avec plusieurs semi-classiques italiennes, dont on peut noter les 3e place sur la Coppa Placci et la Coppa Sabatini. Il obtient également un top 10 sur le Tour de Lombardie.

#### 1994: même exploit, mais sur le Tour de France
Ugrumov réalise un début de saison compliqué, sans résultats notables. Sur le Tour d'Italie, il ne parvient jamais à rentrer dans les 10 premières places du général car il se mue en équipier pour Evgueni Berzin, qui parvient à remporter la compétition. Sur le Tour de France, il retrouve son rival Miguel Indurain et obtient la leadership de son équipe. Ugrumov réalise un début de Tour discret, rentrant qu’à une seule reprise dans le top 10 d’une étape. C’est seulement lors de la l’étape montagneuse entre Cahors et Hautacam qu’il prouve qu’il peut rivaliser avec les autres cadors du général, en signant une 7e place. Ugrumov en profite pour faire un bon dans le classement général, se replaçant à la 4e position. Pourtant, le Letton dégringole dès le lendemain en concédant près de 12 min sur le vainqueur de l’étape. Peu à peu, il remonte place après place en enchaînant les bonnes performances et se retrouve 9e du classement général au soir de la 16e étape. Lors de l’étape suivante se concluant à Val Thorens, Ugrumov termine 2e et reprend plus de 2 min sur le maillot jaune et les favoris, lui permettant de se replacer à une intéressante 6e place provisoire,. Le lendemain, Ugrumov est de nouveau à l’attaque. Il part en contre avec Erik Breukink à 70 km de l’arrivée, le distance, puis rejoint Artūras Kasputis en tête de course. Dès le début de l’ascension du col de la Colombière, le Letton attaque et décroche le Lituanien pour franchir seul le sommet. Dans la descente, il perd du temps sur le maillot jaune qui est alors parti seul à la poursuite d’Ugrumov. Ce dernier s’impose dans une grande démonstration de force et monte sur la dernière marche du podium au classement général provisoire. Lors de la 19e étape, un contre-la-montre de haute-montagne de plus de 45 km, Ugrumov prouve qu’il est le meilleur de cette troisième semaine. En tête sur tous les pointages intermédiaires, il s’impose pour une deuxième fois consécutivement et prend la 2e position du classement général. Ugrumov conserve cette deuxième place durant les deux prochains jours,. En fin de saison, il termine deuxième du Tour de Romagne. 

#### 1995: podium sur le Tour d’Italie
Ugrumov commence seulement sa saison en mars à l’occasion de Tirreno-Adriatico. Durant la course, il travaille pour son leader Gabriele Colombo, qui termine 6e de l’épreuve. À la fin du mois d’avril, il participe au Tour du Trentin et se classe 18e de la course, tandis que son coéquipier Francesco Frattini monte sur le podium final avec sa 3e position au classement général. Quelques jours plus tard, il termine 3e de la première étape du Tour de Romandie et endosse le maillot jaune grâce à son bon temps la veille lors du prologue. Deux jours plus tard, il perd la tête du classement provisoire et termine finalement 2e derrière Tony Rominger, avec un bon contre-la-montre sur la 4e étape. Il prend ainsi le départ du Tour d'Italie au début du mois de mai. 6e de l’épreuve chronométrée de la 2e étape, il demeure dans le top 10 du classement provisoire, notamment grâce à une 3e place sur le contre-la-montre de l’étape 10. Le lendemain, il prend même la 2e place du général, juste derrière Tomy Rominger. Lors de la 17e étape, il cède sa place à son coéquipier Evgueni Berzin, tout en restant sur le podium du classement provisoire.  Les deux pensionnaires de la formation Gewiss-Ballan parviennent à reprendre quelques secondes au maillot rose lors des dernières étapes mais terminent finalement sur les deux dernières places du podium final, Ugrumov 3e,. Le Letton ne participe pas au Tour de France en juillet mais se prépare au Tour d'Espagne avec le Tour de Galice et le Tour de Burgos. En septembre, il mène une Vuelta difficile, avec une seule 4e place sur la 20e étape. Ugrumov termine finalement 22e du classement final ; seul un de ses équipiers parvient à terminer ce grand tour. En octobre, il se classe 3e du Grand Prix d'Europe.

### 1996-1997: Roslotto-ZG
Ugrumov rejoint l’équipe Roslotto-ZG Mobili à l’expiration de son contrat en 1995. 

#### 1996:4edu Tour d’Italie, top 10 sur le Tour de France

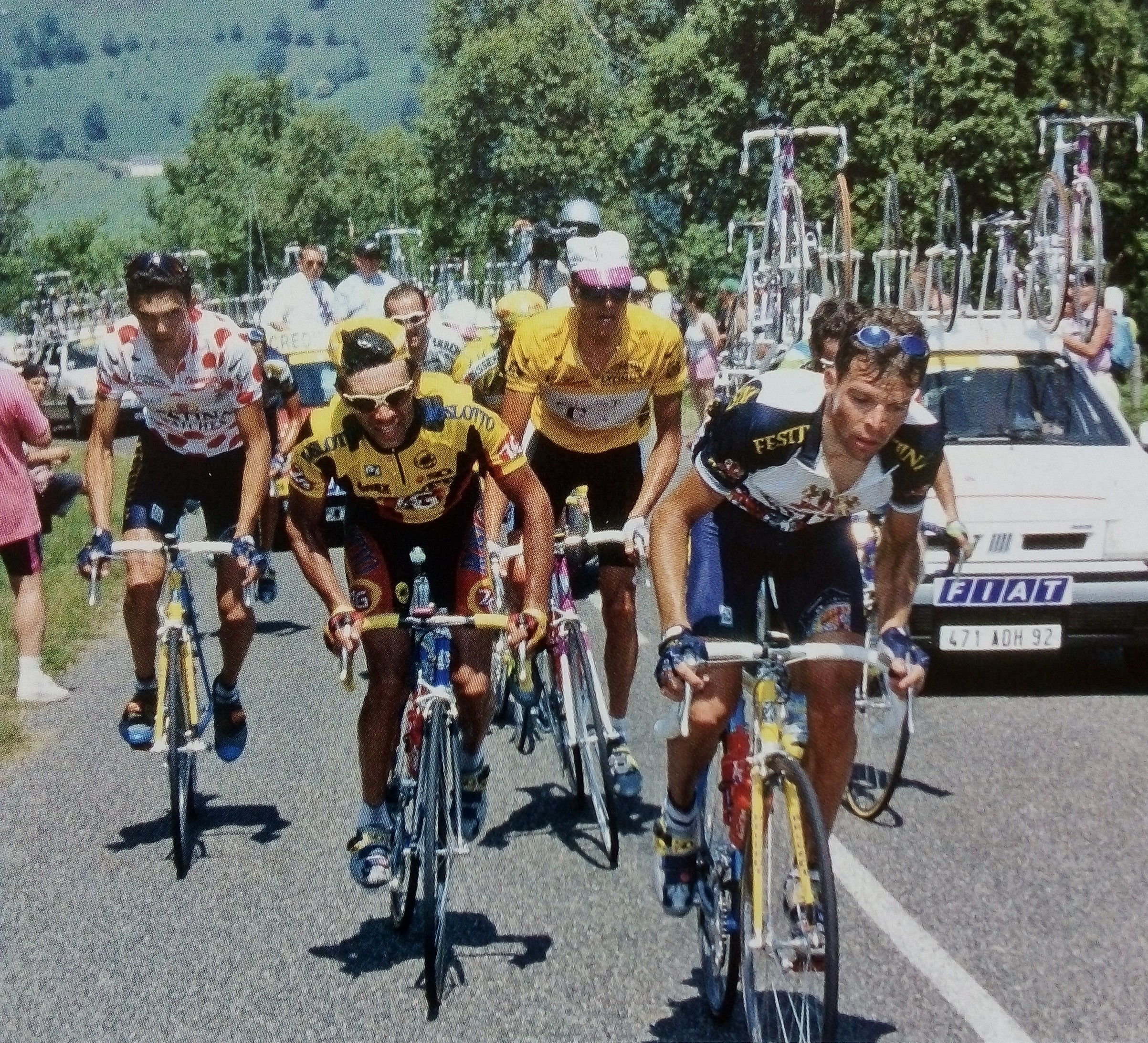
De gauche à droite : Richard Virenque, Piotr Ugrumov, Bjarn Riis et Laurent Dufaux lors de la 17e étape du Tour de France 1996.

Ugrumov réalise un début d’année discret, comme à son habitude depuis quelques années. Il concourt au Tour de la Communauté valencienne en février (17e), à la Semaine cycliste internationale en mars (56e), et le Tour du Pays basque en avril (38e). Sa première performance « notable » survient sur la Klasika Primavera, avec une belle 3e place à quelques secondes de Mauro Gianetti, le vainqueur. En mai, il prend part à quelques classiques ardennaises dont la Flèche wallonne qu’il termine 21e. Il participe ensuite au Tour de Romandie et se classe 4e du contre-la-montre de la pénultième étape, lui permettant de finir dans le top 10 du classement général. Mi-mai, il s’élance sur le Tour d'Italie et signe six premières étapes discrètes, sans pour autant perdre de temps sur les autres favoris. Dès la 7e étape, il termine 5e à 6 s du vainqueur et intègre le top 5 du classement général provisoire. Il perd quelques places lors des jours qui suivent, en restant à moins de 20 s du maillot rose. Sur la 13e étape arrivant à Prato Nevoso, Ugrumov se classe 2e derrière Pavel Tonkov qui revêt le maillot rose tandis que le Letton devient son dauphin. Toujours à 20 s du Russe au soir de la 18e étape, Ugrumov perd deux places au classement général le lendemain, concédant près de 3 min sur son ancien équipier Berzin. Ugrumov termine finalement 4e de ce Giro. En juillet, il participe au Tour de France. Comme sur le Tour d’Italie, il commence doucement jusqu’à la 7e étape où il prend la 8e position du général. Quatre jours plus tard, il est éjecté du top 10, à la 11e place. Ugrumov conserve ce classement jusqu'à l’arrivée à Pampelune de la 17e étape où il fait partie des « huit » qui se jouent la victoire et restent dans la bataille pour le général, le 9e de l’étape ayant concédé plus de 8 min sur ce groupe. Ainsi, le Letton récupère la 7e place du classement et la conserve jusqu’à Paris. En août, il termine 3e du Rothaus Regio-Tour et de la Coppa Agostoni pour conclure sa saison.

#### 1997: abandon sur le Tour d’Italie
Ugrumov participe à plusieurs courses par étapes en début de saison, en jouant un rôle d’équipier. Ainsi, il boucle le Tour de Murcie et la Semaine cycliste internationale en mars et le Tour du Pays-basque en avril. Ensuite, il participe à Liège-Bastogne-Liège et à la Flèche wallonne, mais je termine aucune des deux courses. Après le Tour de Romandie au début du mois de mai, Ugrumov s’élance sur les routes du Giro. Sur la 3e étape, il signe une 5e place qui lui permet d’intégrer le top 10 au classement général provisoire. Cependant, il concède presque 3 min sur les favoris deux jours plus tard et est relégué à la 14e position. Il remonte quelques places les jours suivants avant d’être contraint à abandonner au matin de la 14e étape. Ugrumov reprend la compétition en août sur le Rothaus-Regio Tour où il contribue à la victoire Viatcheslav Djavanian au classement général. Le mois suivant, il termine 7e du Tour de Pologne, puis participe aux semi-classiques de fin de saison. Sur celles-ci, il signe une 5e place sur le Tour du Piémont. 

### 1998-1999: Ballan

#### 1998: baisse notable des performances
Ugrumov participe en février au Tour méditerranéen et au Tour de Calabre. Sur ces deux courses, son équipe réalise des performances médiocres. Sur Tirreno-Adriatico, il fait partie du peloton à protester contre l’organisation et ne prend donc pas le départ de la 3e étape. En mai, il participe au Tour d'Italie sans réels espoirs de classement général. Il termine finalement 40e, son meilleur résultat étant une 19e place sur la 11e étape. Plus tard sur le Tour de Suisse, il signe une 5e place sur la dernière étape de la compétition. Sur les championnats de Russie sur route, il devient vice-champion. À la fin du mois, il remporte le LuK Challenge disputé en solo à Bühl.

#### 1999: dernière saison professionnelle
La saison 1999 d’Ugrumov est compliqué pour le coureur qui est en grande difficulté sur la majorité des courses. En début d’année, il termine néanmoins 12e du Tour de Murcie et se classe 7e d’une étape de Tirreno-Adriatico. En mai, il participe à son dernier Tour d'Italie mais ne le finira pas, il est en effet contraint à l’abandon sur la 7e étape. Il prend ensuite le départ du Tour d'Autriche qu’il termine en 18e position. Il conclut ce mois de mai avec le Tour de Suisse avant de prendre un mois sans compétition. Il reprend en août sur le Rothaus-Regio Tour qu’il ne termine pas pour participer aux courses d’un jour italiennes qu’il affectionne.

## Après-carrière

### 2013-2015: directeur sportif de Katusha
Durant les trois saison que passe Ugrumov à la tête de la formation russe, l’équipe remporte plusieurs succès importants. Notamment les Cinq anneaux de Moscou et le Tour Szerencs-Ibrány, ainsi que plusieurs étapes courues en Europe de l’Ouest.

### Depuis 2021: directeur sportif d’A.R. Monex
Ugrumov intègre le staff de l’équipe saint-marinaise A.R. Monex durant l’été 2021 comme entraîneur,. Il devient l’entraîneur  spécialisé d’Isaac Del Toro durant deux saisons lors de son passage dans l’équipe,. En 2025, il devient le principal directeur sportif de la formation après plusieurs saisons dans l’équipe.

#### 2022: sélectionneur du Mexique espoirs
En 2022, Ugrumov devient le sélectionneur et entraîneur de l’équipe du Mexique espoirs pour le Tour de l'Avenir,,

## Palmarès

### Palmarès amateur
| - 1981 - Champion d'URSS du contre-la-montre - Prologue du Tour de la Vallée d'Aoste (contre-la-montre par équipes) - 3e étape du Tour de Yougoslavie - 2e du Tour de Yougoslavie - 1982 - 3e du championnat d'URSS sur route - 8e du Tour de l'Avenir - 1983 - 4ea étape du Ruban Granitier Breton - 1984 - Champion d'URSS de courses à étapes (Tour de l'URSS) - Tour d'Italie amateurs : - Classement général - 9e étape - Tour de Sotchi - Prologue du Tour de l'Avenir - Prologue de la Course de la Paix - 1986 - Champion d'URSS sur route - Trophée Joaquim-Agostinho : - Classement général - Prologue (contre-la-montre par équipes) - 2e du championnat d'URSS de la montagne - 2e du Tour de Sotchi - 10e de la Coors Classic | - 1987 - Circuit de la Sarthe : - Classement général - 3e étape - Tour de Sotchi - 2e du Tour de Slovaquie - 3e du championnat d'URSS sur route - 3e du Tour de la Communauté européenne - 1988 - Champion d'URSS du critérium - 3e et 5e étapes du Tour de Hesse - 2e du championnat d'URSS du contre-la-montre - 2e du Tour de Sotchi - 3e de la Course de la Paix - 3e du Tour d'Italie amateurs |  |

### Palmarès professionnel
| - 1989 - Cronostaffetta : - Classement général - 1reb étape (contre-la-montre par équipes) - 3e du Trofeo dello Scalatore - 1990 - 6e étape de la Semaine cycliste lombarde - 2e du championnat d'URSS sur route - 2e du Tour du Trentin - 2e du Trofeo dello Scalatore - 3e de la Cronostaffetta - 8e du Tour d'Italie - 1991 - Tour des Asturies - Trophée Luis Ocaña (es) - 2e de la Clásica a los Puertos de Guadarrama - 2e du Tour de Galice - 2e de la Bicyclette basque - 3e du championnat d'URSS sur route - 3e du Tour du Pays basque - 8e de la Classique de Saint-Sébastien - 8e du Tour d'Espagne - 1992 - 2e de la Bicyclette basque - 2e du Tour d'Aragon - 7e du championnat du monde sur route - 1993 - 3e étape du Tour d'Italie - Tour du Frioul - Bicyclette basque - 2e du Grand Prix de l'industrie et de l'artisanat de Larciano - 2e du Tour d'Italie - 3e de la Coppa Sabatini - 3e de la Coppa Placci - 3e du Trofeo dello Scalatore - 7e du Tour de Lombardie | - 1994 - 18e et 19e (contre-la-montre) étapes du Tour de France - 2e du Tour de France - 2e du Tour de Romagne - 3e du Tour de Romandie - 10e du championnat du monde sur route - 1995 - 2e du Tour de Romandie - 3e du Grand Prix d'Europe (avec Ivan Gotti) - 3e du Tour d'Italie - 1996 - 3e de la Klasika Primavera - 3e du Regio-Tour - 3e de la Coppa Agostoni - 4e du Tour d'Italie - 7e du Tour de France - 1998 - LuK-Cup - 2e du championnat de Russie sur route |  |

### Résultats sur les grands tours

#### Tour de France
3 participations
- 1990 : 45e
- 1994 : 2e, vainqueur des 18e et 19e (contre-la-montre) étapes
- 1996 : 7e

#### Tour d'Espagne
4 participations
- 1989 : 35e
- 1991 : 8e
- 1992 : 18e
- 1995 : 22e

#### Tour d'Italie
10 participations
- 1989 : 16e
- 1990 : 8e
- 1992 : 20e
- 1993 : 2e, vainqueur de la 3e étape
- 1994 : 24e
- 1995 : 3e
- 1996 : 4e
- 1997 : non-partant (14e étape)
- 1998 : 40e
- 1999 : abandon (7e étape)

### Récapitulation du palmarès sur les grandes courses « amateurs »
- Course de la Paix
- 5 participations[34]
  - 1983 : 7e du classement général[35]
  - 1984 : 4e du classement général, vainqueur du prologue[36],[37]
  - 1985 : 6e du classement général[38]
  - 1987 : 17e du classement général[39]
  - 1988 : 3e du classement général[40]
  - Victoire au Classement par équipes avec l'équipe de l'Union soviétique : 1984, 1985, 1988[41]

- Tour de l'Avenir
- 4 participations[42]
  - 1982 : 8e du classement général
  - 1984 : 12e du classement général, vainqueur du prologue, maillot jaune durant 1 jour
  - 1987 : 3e du classement général
  - 1988 : 15e du classement général

### Classement mondial
| Année                                 | 1990 | 1991 | 1992 | 1993 | 1994 | 1995 | 1996 |
| ------------------------------------- | ---- | ---- | ---- | ---- | ---- | ---- | ---- |
| Classement UCI                        | 62e  | 33e  | 57e  | 19e  | 23e  | 22e  | 52e  |
|                                       |      |      |      |      |      |      |      |
| Légende : nc = non classéSource : UCI |      |      |      |      |      |      |      |